# 八桙神社
八桙神社（やほこじんじゃ）は、徳島県阿南市長生町に鎮座する神社である。

## 歴史
天平勝宝5年（753年）の創建とされる。元慶7年（883年）、神階従五位上を授けられる。長寛元年（1163年）に二条天皇の勅願所となり、紺紙金泥法華経（後に国指定重要文化財）を奉納され、田地5反を神領として寄進された。『土佐日記』によれば、紀貫之が海賊を避けるため祈願したとされる。
『古事記』にまつわる大国主命を祀った延喜式内社で、大己貴命立像や男神立像などは国の重要文化財に指定されている。中でも神社が所有する1163年（長寛元年）の紙本墨書『二品家政所下文』（にほんけまんどころくだしぶみ、重文）は、徳島県に現存する最古の文書といわれている。2022年3月27日、これら文化財を保管する収蔵庫の完成神事が行なわれた。
1991年（平成3年）、徳仁天皇の行幸を受けた。また別当寺に八桙寺がある。

## 祭神
- 大己貴命
他三十四柱の神々
- 祭神について『神名帳考證』『阿波志』では八千矛神、『特撰神名牒』『大日本史神祇志』では祭神八桙神は建御名方神の子または曾孫としており[2][3]、『諸系譜』第六冊の「長公系図」には、弟を意味する「イロト（色止・伊呂止）」を名にする伊侶止命の子に八上乃命（やかみのみこと）が挙げられており、これが八桙神、つまり建御名方神の子・八杵命にあたると考えられる[3]。

## 境内社
- 奥山神社
- 天神社
- 山神社
- 大将軍神社

## 文化財
重要文化財（国指定）
- 木造大己貴命立像　像高108.8cm
- 木造男神立像　像高81.2cm
- 紙本墨書二品家政所下文1巻（附 紺紙金泥法華経8巻）

## 交通
- JR牟岐線阿南駅より車で約10分。